# Carmela Soprano
Carmela Soprano (nazwisko panieńskie DeAngelis) – fikcyjna postać, żona bossa mafii Tony’ego Soprano w serialu „Rodzina Soprano”, grana przez Edie Falco”.
Carmela stara się panować nad domem, podczas gdy Tony jest w pracy. Wydaje się być stereotypową żoną bossa mafijnego: wspierająca i przyjacielska, czasami silna, rzadko pytająca o szczegóły pracy jej męża. Tony ufa swojej żonie na tyle, że zwierza się jej z wielu spraw, takich jak nieudany zamach na jego życie oraz śmierć przyjaciela, Richiego Aprile. Jednakże przez lata, w których męża nie było całymi godzinami, jego ciągłe niewierności powodowały niemiłe sytuacje w ich związku, prowadząc nawet do separacji.
Carmela także podkochiwała się w innych osobach, takich jak ojciec Intintola oraz tapeciarz Vic Musto. W ciągu czwartego sezonu Carmela zakochała się w Fiuriu Giunta, jednym z ludzi Tony’ego. Dał jej to czego nie dostała od męża, a czego jej bardzo brakowało. Także Fiurio czuł coś do Carmeli, ale czując strach o swoje życie podkochując się w żonie bossa, wolał wrócić do Włoch i w ten sposób rozwiązać ten problem.
Pod koniec czwartego sezonu, po telefonie byłej kochanki Tony’ego, Carmela nie wytrzymuje i żąda separacji. Mimo iż Tony nie mieszka już z żoną, nadal utrzymuje ją i dzieci. Carmela nawet zaczyna się spotykać ze szkolnym dyrektorem, Robertem Weglerem, i chce się rozwieść z Tonym, ale ostatecznie wraca do Tony’ego z powodu problemów finansowych i problemów z synem, A.J.'em. Pod koniec piątego sezonu Carmela zgadza się na to, aby Tony wrócił do niej po tym, jak Tony zgodził się zainwestować 600.000 dolarów w budowę, którą będzie prowadzić Carmela. Ich miłość wzmacnia się po tym jak Tony zostaje postrzelony przez swojego wujka Juniora i przebywa w śpiączce. 
Carmela stara się wybaczyć Tony’emu jego niewierność i powraca do niego. Jednak nie jest w stanie określić czy kocha swojego męża pomimo czy dlatego, że jest związany z życiem kryminalnym.
Carmela jest materialistką, ale stara się to ukrywać. Po tym jak Tony kupił jej Porsche Cayenne, chwali się on nim Ginnie Sacrimoni i Angii Bonpensiero. Jednak rozczarowuje się gdy okazuje się, że Angie kupiła sobie za własne pieniądze Corvette.
Marzenia Carmeli, aby stać się niezależną finansowo, nie spełniają się. Tony nie chce się zgodzić na polisę na życie, którą Carmela chce założyć. Także budowa domu zostaje przerwana przez jej ojca, gdyż jako główny konstruktor źle dobrał materiały i inspektor nie zgodził się na dalszą budowę. Tony na początku każe Silovi Dante zająć się tą sprawą, ale ostatecznie odwołuje swój rozkaz. W tym samym czasie Carmeli śni się Adriana, która zniknęła. Dowiaduje się także, że matka Adriany usiłowała się zabić. Carmela wierzy, że Adriana zerwała z Christopherem i uciekła z jakim innym mężczyzną. Nie wie, że była ona informatorem FBI, i że Christopher gdy się o tym dowiedział, poinformował Tony’ego, który rozkazał Silowi ją zabić. Interwencja Tony’ego miała na celu odwrócenie uwagi Carmeli od sprawy Adriany.